# Hylaeus maximilianus
Hylaeus maximilianus là một loài Hymenoptera trong họ Colletidae. Loài này được Dathe mô tả khoa học năm 2006.